# Vinho de Rosas (filme)
Vinho de Rosas é um filme brasileiro de 2005 escrito e dirigido por Elza Cataldo. 

## Enredo
O enredo segue Joaquina (Amanda Vargas), que é abandonada por sua mãe, Antônia (Fernanda Vianna), num convento, pois na época os filhos também eram punidos como as mesmas penas que seus pais. No caso, Joaquinha é filha de Tiradentes, e, ao descobrir isso e que sua mãe está viva quando está com 18 anos, ela parte para descobrir mais sobre seu passado. Ela encontrará muitos obstaculos em seu caminho, mas superará e achará uma maneira de resolver seu passado em questão de horas.

## Produção
A pesquisa da diretora durou quatro anos e ela contou com a ajuda de dois historiadores. Como na história oficial, às mulheres são dados papéis coadjuvantes e se apresenta com lacunas quanto isso, o filme foi feito com o intuito de "preencher essas lacunas de forma plausível". As gravações do longa ocorreram em Ouro Preto, Belo Vale, Paraty e na Serra do Cipó, que foram escolhidas após "uma pesquisa bastante detalhada de locações", pois "esses lugares corresponderam às características necessárias para a história narrada e à logística da produção do filme."

## Recepção
Com o filme, Elza Cataldo o prêmio de melhor diretora estreante no Festival Internacional de Batumi, na Geórgia. No entanto, críticos brasileiros não foram tão receptivos assim. Alysson Oliveira, do Cineweb, qualificou o filme é "barroco, com uma fotografia rebuscada e música excessiva." Roberto Maxwell, para o Almanaque Virtual, criticou-o, dizendo: "a película passa ao largo do nacionalismo barato e desenfreado, forma fácil de agregar valor 'educativo' a uma obra cinematográfica." Maxwell, no entanto, disse "A pesquisa também serviu para embasar a excelente reconstituição visual da época, sem dúvida o ponto mais forte do filme junto com a excelente fotografia." Érico Fuks, no site Omelete, escreveu que "Do ponto de vista técnico, o filme não escorrega", mas "Em nenhum momento se nota a vontade de ousar" e o filme se torna didático.